# Llista de comtats de Delaware

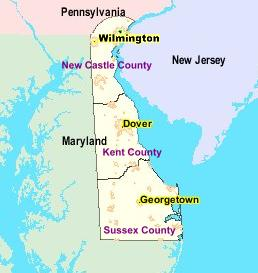
Mapa dels comtats de Delaware

L'Estat de Delaware, és el segon més petit en extensió dels Estats Units d'Amèrica, després del de Rhode Island, i s'organitza en només tres comtats.
L'abreviació postal de Delaware és DE i el seu codi FIPS d'estat és el 10.

## Política i govern
Cada comtat tria un cos legislatiu (anomenat "Consell del Comtat" als comtats de New Castle i Sussex, i "Levy court" al comtat de Kent). Els comtats poden recaptar impostos i demanar diners en préstec. També tenen control sobre l'eliminació d'escombraries, subministrament d'aigua, clavegueram, zonificació, desenvolupament i construcció.
La majoria de les funcions que es gestionen comtat per comtat en altres estats, com ara els tribunals i l'aplicació de la llei, s'han centralitzat a l'estat, donant lloc a una concentració important de poder al govern de l'estat de Delaware. Històricament, els comtats es van dividir en hundreds, que es van utilitzar com a districtes per a informes fiscals i de votació fins a la dècada de 1960. Tanmateix, avui dia no tenen cap funció administrativa i l'únic ús legal oficial actual és en les descripcions de títols immobiliaris.

## Comtats actuals
| Nom del comtat | Seu del comtat | Data de creació | Origen                                                                                        | Etimologia del nom                                                                    | Població (2024) | Superfície | Mapa                 |
| -------------- | -------------- | --------------- | --------------------------------------------------------------------------------------------- | ------------------------------------------------------------------------------------- | --------------- | ---------- | -------------------- |
| Kent           | Dover          | 1680            | A partir del districte de Whorekill (Hoarkill). Antigament conegut com a comtat de St. Jones. | Pel comtat anglès de Kent.                                                            | 192.690         | 2.072 km²  | Comtat de Kent       |
| New Castle     | Wilmington     | 1664            | Comtat original.                                                                              | Per a la ciutat de New Castle del mateix comtat com a anglicització de Nieuwe Amstel. | 588.093         | 1.279 km²  | Comtat de New Castle |
| Sussex         | Georgetown     | 1664            | A partir del districte de Whorekill (Hoarkill). Antigament conegut com a comtat de Deale.     | Pel comtat anglès de Sussex.                                                          | 271.134         | 3.098 km²  | Comtat de Sussex     |

## Història
Després de la conquesta anglesa de 1664, tota la terra de la riba occidental del riu Delaware i la badia de Delaware va ser governada com a part de la província de Nova York i administrada des de la ciutat de New Castle. Durant la breu reconquesta de la colònia pels holandesos el 1673, es van crear districtes judicials addicionals al voltant d'Upland i Whorekill. Aquest últim també era conegut com Hoornkill, actualment és la ciutat de Lewes. La cort de New Castle es va quedar amb la part central de la colònia. La jurisdicció deixada a la cort es va convertir en el comtat de New Castle, i la seu del comtat va romandre a New Castle fins al 1881 quan es va traslladar a Wilmington. El 1680, el districte de Whorekill es va dividir en el comtat de Deale i el comtat de Saint Jones. Després d'aquesta divisió, Lewes es va convertir en la seu del comtat de Deale, que més tard va ser rebatejat com a comtat de Sussex. L'antic districte d'Upland va rebre el nom de l'assentament de Nova Suècia d'Upland, i va ser rebatejat com a Comtat de Chester el 1682. El comtat de Chester es troba avui dia dins dels límits actuals de l'estat de Pennsilvània.
Lord Baltimore, el propietari de Maryland, va reclamar tot el Delaware actual i va organitzar-ne el nord i l'est com el comtat de Durham, Maryland. Tanmateix, aquest comtat només existia sobre el paper. Les zones del sud i l'oest de l'actual comtat de Sussex es van organitzar com a parts de diversos comtats adjacents de Maryland i no van ser reconegudes com a part de Delaware fins que es va realitzar la Línia Mason-Dixon el 1767. El 1791, amb l'expansió del comtat de Sussex cap al sud i l'oest, la seu del comtat es va traslladar a Georgetown. La seu del comtat de St. Jones (anomenat comtat de Kent el 1681) és a Dover.
L'any 2000, es va proposar crear un quart comtat de nom "Comtat d'Appoquinimink" a partir del comtat de New Castle. L'esforç pretenia acabar amb les restriccions de zonificació del Codi de Desenvolupament Unificat a les terres de conreu no urbanitzades.